# 硬毛山香圆
硬毛山香圆（学名：Turpinia affinis）是省沽油科山香圆属的植物，为中国的特有植物。分布于中国大陆的四川、广西、贵州、云南等地，生长于海拔500米至2,000米的地区，一般生于沟边及箐林中，目前尚未由人工引种栽培。

## 别名
大果山香圆（峨眉植物图志）